# Camuflagem

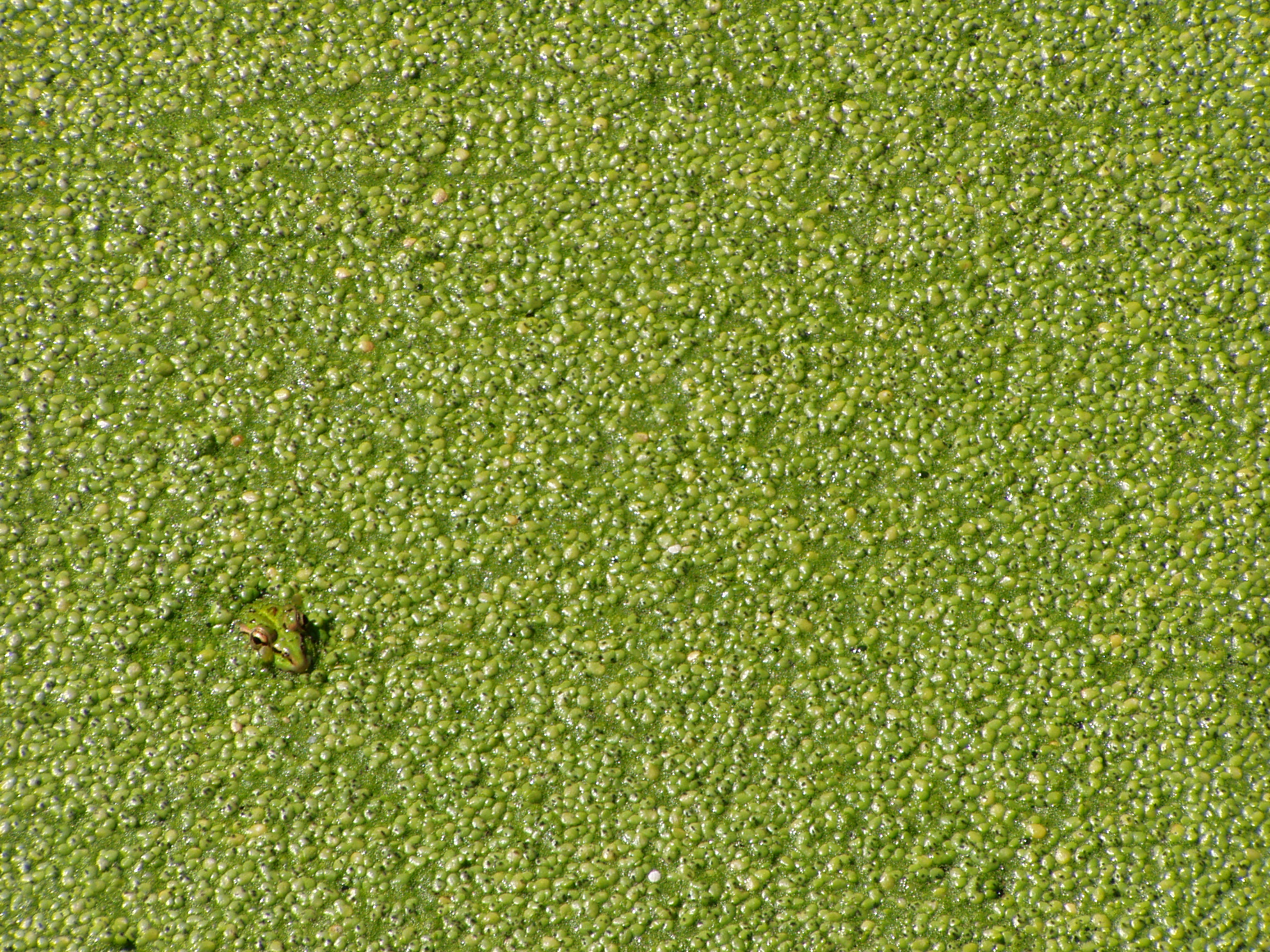
Rã camuflada entre ervilha-d'água

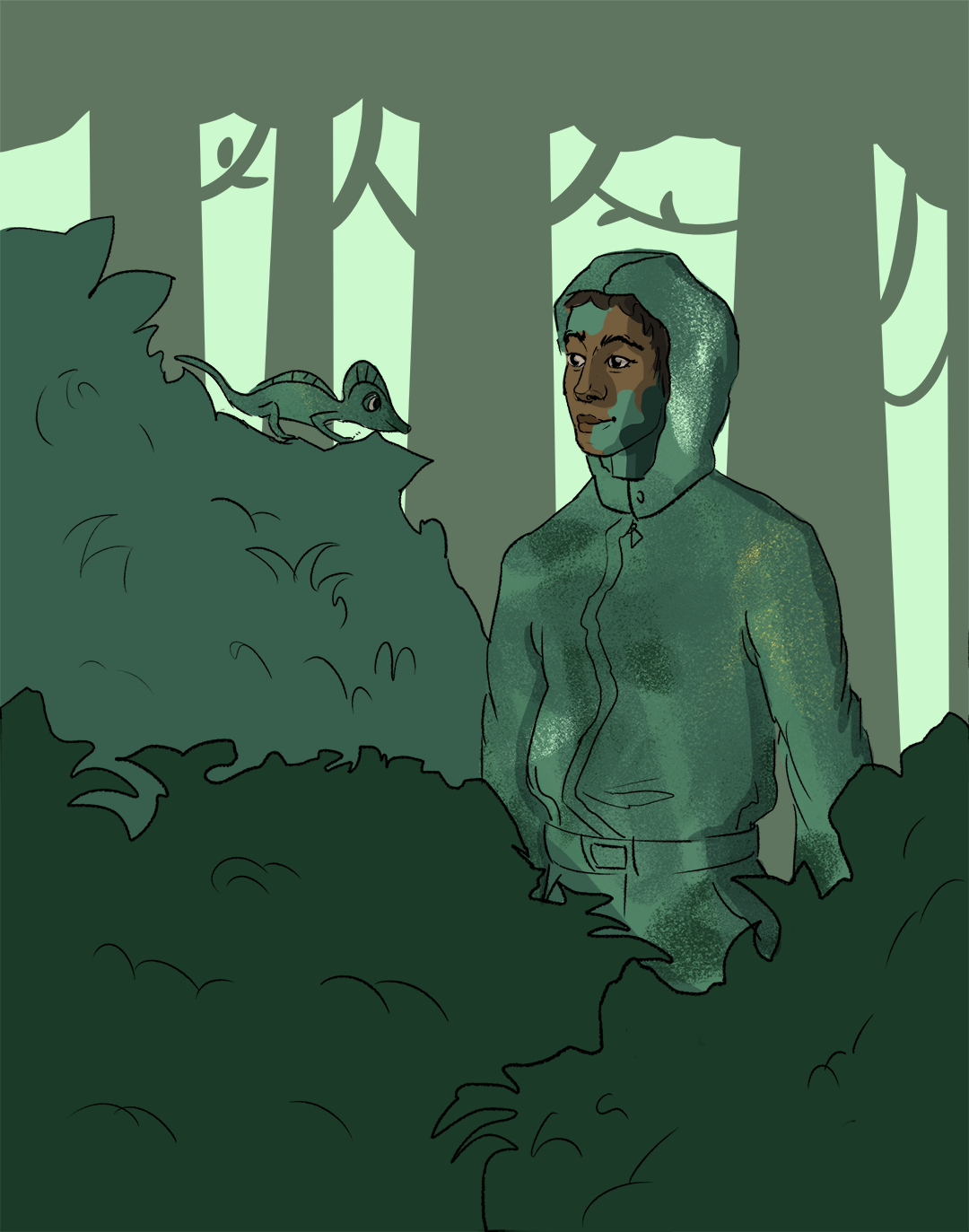
Em alguns casos, a falta de contraste de texturas é uma característica na camuflagem.

A camuflagem é o conjunto de técnicas e métodos que permitem a um dado organismo ou objeto permanecer indistinto do ambiente que o cerca. Têm-se como exemplos desde as cores amadeiradas do bicho-pau até as manchas verdes-marrons nos uniformes dos soldados modernos. Difere do mimetismo, que consiste na presença, por parte de determinados organismos denominados mímicos, de características que os confundem com um outro grupo de organismos, para sua proteção. Muitos animais usam para procurar alimentos ou se esconder de predadores.

## Camuflagem
A camuflagem é um recurso resultante da ação da seleção natural sobre uma certa espécie, usado por inúmeras espécies para se protegerem dos seus predadores. Uma das mais amplas e diferentes adaptações é a camuflagem natural, a habilidade de um animal se esconder de  um predador ou presa. A camuflagem pode decorrer da cor do animal ou a forma como procura cobertura.

## Maneiras de produção de cor

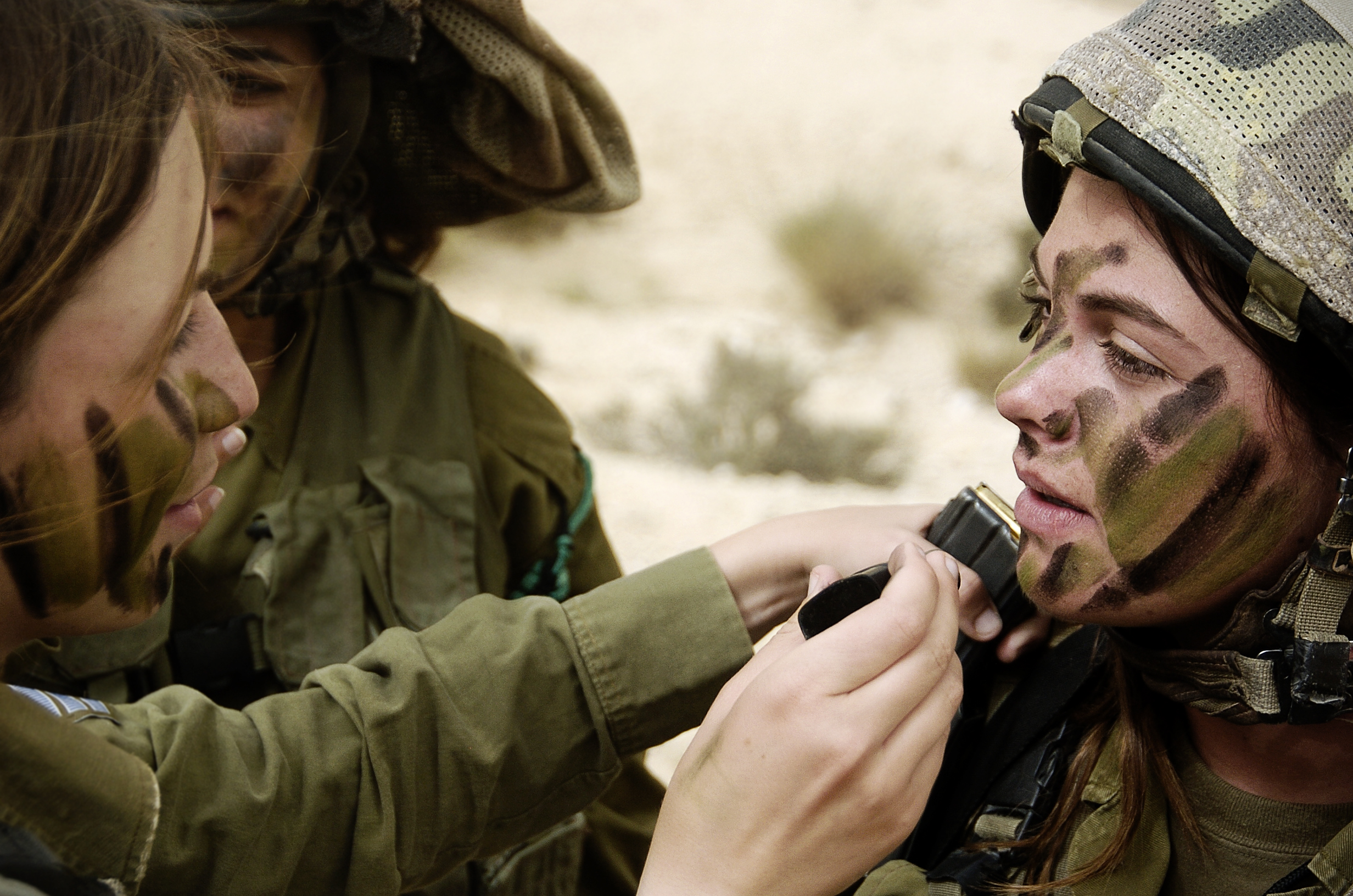
Soldados israelenses aplicam pintura facial de camuflagem.

Há duas maneiras pelas quais os animais produzem cores diferentes. Uma é por meio dos biocromos, que são pigmentos naturais microscópicos presentes no corpo de um animal que produzem cores quimicamente. Sua maquiagem química é tanta que eles absorvem algumas cores da luz e refletem outras. A cor aparente de um pigmento é a combinação de todos os comprimentos de onda de luz visíveis que são refletidas por esse pigmento.
Os animais podem também produzir cores através de estruturas físicas microscópicas. Estas estruturas agem como prismas, refletindo e espalhando luz visível. Dessa maneira, uma certa combinação de cores é refletida. Os ursos polares, por exemplo, realmente têm a pele preta, mas parecem brancos por terem pelos translúcidos. Quando a luz brilha em seus pelos, cada pelo curva um pouquinho. Isto rebate a luz ao redor, fazendo então com que parte dela incida sobre a superfície da pele do urso polar e o resto da luz seja refletida, produzindo a coloração branca. Em alguns animais, os dois tipos de coloração são combinadas.
Por exemplo, répteis, anfíbios e peixes com coloração verde normalmente têm uma camada de pele com pigmento amarelo e uma camada de pele que espalha a luz para refletir uma cor azul. Combinadas, estas camadas de pele produzem o verde.

## Influência da fisiologia de cada animal
As maneiras de coloração dependem da fisiologia de um animal. Na maioria dos mamíferos, a coloração da camuflagem está nos pelos, já que esta é a camada mais externa do corpo. Nos répteis, anfíbios e peixes, está nas escamas; nos pássaros está nas penas; e nos insetos é parte do exoesqueleto. A própria estrutura da cobertura externa pode também evoluir para criar uma camuflagem melhor. Em esquilos, por exemplo, o pelo é bastante áspero e irregular, então lembra a textura de casca de árvore. Muitos insetos têm uma carapaça que imita a textura macia das folhas.

## Mudança de cor
Camuflagem é muito comum na natureza; encontra-se em algum grau na maioria das espécies. Mas não é muito comum para um animal ser capaz de mudar sua coloração para combinar com um meio ambiente em mudança. Porém, alguns animais desenvolveram essa a habilidade de mudar de cor, na maioria das vezes por causa da troca de estações. O habitat de um animal pode estar todo verde e marrom no verão, mas no inverno estará todo branco de neve, e a sua camuflagem marrom que funcionava perfeitamente agora o torna um alvo fácil. Por isso, alguns animais, como a raposa-do-ártico e a lebre-ártica mudam sua pelagem na troca de estações. Penas e pelos em animais são como cabelos e unhas dos humanos - são, na verdade, tecido morto. Estão presos ao animal, mas como não estão vivos, o animal não pode fazer nada para alterar sua composição. Consequentemente, um pássaro ou um mamífero tem que produzir uma pelagem ou penas completamente novas para mudar de cor.

### Por movimentos musculares
Alguns animais, assim como várias espécies de sépias (molusco da classe Cephalopoda - a mesma de lulas e polvos), podem manipular seus cromatóforos para a troca total da cor de sua pele. Estes animais possuem uma coleção de cromatóforos e cada um deles contém um pigmento singular. Um cromatóforo simples pode estar envolto por um músculo que pode contrair ou expandir. Quando o músculo da sépia se contrai, todos os pigmentos são empurrados para a parte superior do cromatóforo. No topo, a célula fica achatada dentro de um disco largo. Quando o músculo relaxa, a célula retorna ao seu formato natural de um pequeno pingo. Este pingo é muito difícil de ser visto porque a parte larga do disco constringe a célula. Constringindo os cromatóforos com um determinado pigmento e relaxando todos os outros com outros pigmentos, o animal pode trocar toda a cor do seu corpo.

### Pela dieta
Na verdade, algumas espécies de animais trocam os pigmentos que existem em sua pele. Nudibrânquios trocam sua coloração por alterar sua dieta. Quando um nudibrânquio alimenta-se de um tipo específico de coral, seu corpo deposita os pigmentos deste coral na pele e extensões externas do intestino. Os pigmentos aparecem, e o animal torna-se da mesma cor que o coral. Como o coral não é só a comida da criatura, é também seu habitat, a coloração é a camuflagem perfeita. Quando a criatura se move para um coral de cores diferentes as do anterior, seu corpo troca de cor com a nova fonte de comida.
Similarmente, algumas espécies de parasitas, assumem a cor de seu hospedeiro, que também é a sua casa.

### Pela liberação de hormônios
Muitas espécies de peixe gradualmente produzem diferentes pigmentos sem mudar sua dieta. Isto funciona mais ou menos como troca de pelagem sazonal em mamíferos e pássaros. Quando o peixe troca de meio ambiente, ele recebe sinais visuais de um novo modelo de ambiente. Baseado no seu estímulo, estas espécies começam a liberar hormônios que mudam a maneira de seu corpo produzir pigmentos. Com o tempo, a coloração dos peixes muda para combinar com seu novo meio ambiente.

## Camuflagem pelo coletivo
Geralmente, este tipo de camuflagem não esconde a presença de um animal, meramente mal o representa. Para um leão, um rebanho de zebras não parece um bando de animais individuais, mas sim como uma massa grande e listrada. As listras verticais parecem todas correr juntas, tornando difícil para um leão perseguir e atacar uma zebra em especial. As listras também podem ajudar uma zebra sozinha a se esconder em áreas de grama alta. Como os leões são insensíveis a cores, não importa que a zebra e o meio ambiente ao redor sejam de cores completamente diferentes. Para os humanos, as listras de uma zebra se destacam incrivelmente, então é difícil imaginar que as listras ajam como camuflagem. O padrão de camuflagem é muito mais importante que sua cor ao se esconder dos predadores. Se uma zebra ficar parada em locais correspondentes à sua camuflagem, um leão pode ignorá-la completamente.
Muitas espécies de peixes são similarmente camufladas. Suas listras verticais podem ter cores brilhantes, o que faz com que elas se destaquem para os predadores, mas quando andam em bando, suas listras ficam todas misturadas. Este espetáculo confuso dá aos predadores a impressão de uma grande bolha.

## Confusão com outro objeto ou animal

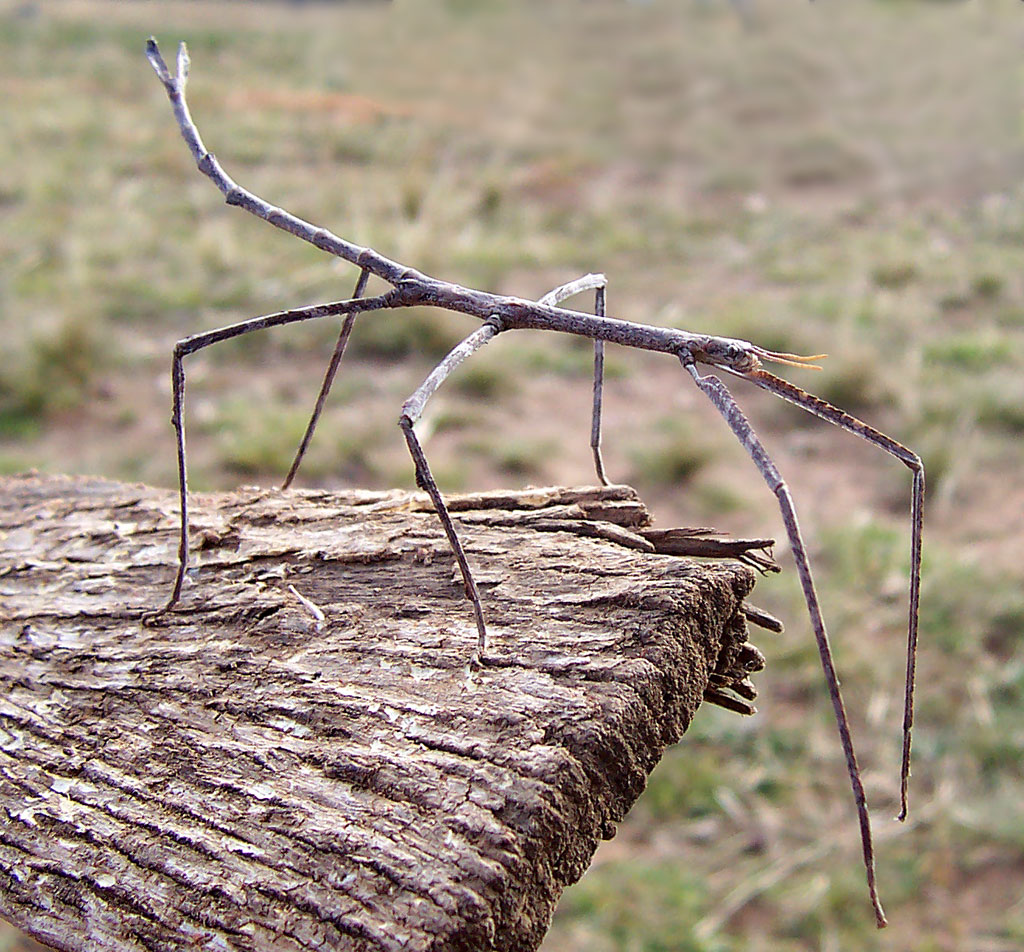
Bicho-pau

Outra tática de camuflagem parecida é o animal tomar a aparência de algum outro objeto. Um dos mais famosos exemplos deste tipo de comportamento é o bicho-pau, um inseto que parece um graveto comum. Para aperfeiçoar a camuflagem, recolhe as patas junto ao corpo. Se houver perigo, fica imóvel exatamente como um graveto. O predador pensa que é somente um graveto, e ignora-o.
Algumas espécies de mariposas desenvolveram um desenho surpreendente em suas asas que lembram os olhos de um animal maior. Uma visão assustadora para a maioria dos predadores com os quais a mariposa poderia encontrar. Uma variação mais simples desta adaptação é a imitação de cor. Em muitos ecossistemas, animais menores venenosos desenvolvem uma coloração brilhante - os predadores aprendem a reconhecer facilmente estas cores.
O mimetismo é uma aproximação diferente de uma camuflagem comum, mas tem a mesma finalidade. Desenvolvendo uma certa aparência, uma espécie de animal faz dela mesma um alvo de difícil reconhecimento para predadores.